# La Ràpita
La Ràpita är en bergstopp i Spanien.   Den ligger i provinsen Província de Castelló och regionen Valencia, i den östra delen av landet, 290 km öster om huvudstaden Madrid. Toppen på La Ràpita är 1 106 meter över havet, eller 274 meter över den omgivande terrängen. Bredden vid basen är 4,0 km.
Terrängen runt La Ràpita är huvudsakligen kuperad. Runt La Ràpita är det glesbefolkat, med 15 invånare per kvadratkilometer. Närmaste större samhälle är Onda, 13,6 km öster om La Ràpita. 